# Boechi
Boechi, artiestennaam van Ruchendell Bonifacio Windster (28 november 1992 – Curaçao, 9 december 2022), was een Curaçaose rapper afkomstig uit Tilburg.

## Biografie
De rapper uit Tilburg met Antilliaanse wortels maakte muziek in het Papiaments. Hij zette zich op Curaçao ook in tegen kindermishandeling. Hij had in 2021 een track gemaakt met het doel "om kinderen en hun ouders bewust te maken van het feit dat slaan en schreeuwen niet hoeft". De campagne moest een begin vormen om de criminaliteit op het eiland omlaag te krijgen.

### Dood
De rapper was op Curaçao voor optredens en werd 's nachts op 9 december 2022 neergeschoten toen hij bij een foodtruck stond in de wijk Sta. Maria. Omstanders meldden aan lokale media dat het waarschijnlijk om een drive-by shooting zou gaan. Boechi werd neergeschoten vanuit een witte auto die langsreed. Aan de schietpartij zou een ruzie tussen Boechi en de inzittenden vooraf zijn gegaan, maar de politie kon dit niet bevestigen.
Enkele uren voordat hij werd neergeschoten, plaatste hij nog een video op Facebook, waarin hij op Curaçao rijdend in een auto en zingend te zien is. Boechi maakte ook vlogs over het leven met zijn gezin, die hij plaatste op YouTube.
Tijdens de crematie van de rapper in een crematorium in Tilburg was een vechtpartij uitgebroken onder de aanwezigen. Na de herdenkingsdienst in het Koning Willem II Stadion werd ook al gevochten. Aanvankelijk kwam er een melding van een schietpartij bij het crematorium, maar dat bleek niet waar te zijn.
In de ochtend van 28 december 2022 werd op een Tilburgse begraafplaats het graf van Boechi deels vernield. Een stuk van de grafsteen is afgebroken, de bloemenzee op het graf is deels vertrapt en er is roetschade, waardoor het erop lijkt dat het graf in brand was gestoken.
Op 19 november 2023 werden door de rechtbank op Curaçao twee mannen schuldig bevonden aan de moord. De schutter, een neef van Boechi, beriep zich op zijn zwijgrecht en kreeg 22 jaar gevangenisstraf. De chauffeur was in de veronderstelling, dat ze Boechi gingen beroven van zijn gouden ketting. Hij kreeg twintig jaar.  

## Discografie

### Singles
| Datum      | Nummer        | Opmerkingen       |
| ---------- | ------------- | ----------------- |
| 12-11-2022 | Turn Up       | met 2sync         |
| 24-08-2022 | Lipstick      |                   |
| 07-02-2022 | Kinky         |                   |
| 15-11-2021 | Midi mi Forsa | met Finellah      |
| 02-09-2021 | Mi Foutnan    |                   |
| 11-06-2021 | Pordonami     |                   |
| 03-04-2021 | Sirkunstansha | met Rich Kalashh  |
| 26-03-2021 | Steps         |                   |
| 29-01-2021 | Biba Dushi    |                   |
| 07-12-2020 | Hode Nan      |                   |
| 11-08-2020 | London        | met Yeyo Sossa    |
| 21-06-2020 | Marduga       | met Liesje Obispo |
| 13-05-2020 | Moru Bondia   | met Trop & Grif   |